# Basselinia humboldtiana
Basselinia humboldtiana  es una especie de palmera originaria de Nueva Caledonia.

## Descripción
Es una palmera que alcanza un tamaño de 9 m de altura con un capitel compacto, el cual está muy cubierto y soporta una densa corona de ocho hojas prácticamente sin tallo, ascendentes, levemente arqueadas y quilladas con hojuelas anchas y rígidas. Las grandes inflorescencias nacen debajo del capitel y presentan numerosas ramillas caídas que soportan un fruto pequeño y redondo.

## Hábitat
Sólo se conoce en bosques bajos y sombríos, sobre suelos de serpentina entre los 800 y los 1000 m de altitud, en las montañas de la mitad sur de Nueva Caledonia.

## Taxonomía
Basselinia humboldtiana fue descrito por (Brongn.) H.E.Moore y publicado en Allertonia 3: 365. 1984.
Etimología
Basselinia: nombre genérico otorgado en honor del poeta francés Olivier Basselin (1400–1450).
humboldtiana: epíteto otorgado en honor de Alexander von Humboldt.
Sinonimia
- Clinostigma humboldtianum (Brongn.) Becc.
- Cyphokentia humboldtiana Brongn.
- Kentia humboldtiana (Brongn.) Brongn. ex H.Wendl.	[5]